# Eye of the Beholder (игра)
Eye of the Beholder — компьютерная ролевая игра производства Westwood Studios, основанная на ролевой системе Dungeons & Dragons. Является первой частью в серии компьютерных игр Eye of the Beholder.

## Сюжет
Лорды города Вотердип нанимают команду искателей приключений, чтобы исследовать зло, идущее из-под города. Авантюристы входят в городскую канализацию, но вход блокируется обвалом, вызванным бехолдером Занатаром. Команда спускается дальше под город, проходя через кланы дварфов и дроу, к логову Занатара, где происходит финальное противостояние.
Действие происходит в фантастическом мире Забытых королевств, 1162—1170 гг.

## Игровой процесс
Вид от первого лица и магическая система, основанная на правилах AD&D второй редакции.
Экран делится на три «окна»:
1. Действия — стандартное игровое окно, в котором можно сражаться с противниками, брать или помещать предметы, активировать рычаги и кнопки.
2. Персонажи — окно состояния персонажей игрока. Указаны «моральное» и физическое состояния, нужда персонажей в отдыхе и еде. Сверху помещается информация о двоих персонажах авангарда.
3. Текстовое — сообщения о ходе игры.

## Отзывы и критика
| Русскоязычные издания | Русскоязычные издания |
| Издание               | Оценка                |
| --------------------- | --------------------- |
| Game.EXE              | 4,6 из 5              |